# Attraction, Love, Sex: The Inside Story
《Attraction, Love, Sex: The Inside Story》（標題大意：《吸引力、愛、性： 內幕故事》）是西滿·勒維撰寫的書籍，於2023年經哥倫比亞大學出版社出版。

## 背景
作者西滿·勒維是哈佛医学院及索尔克研究所的前職員，曾研究不同性取向者的腦部有何不同，參與性學教科書的編寫工作。他本人在撰寫《Attraction, Love, Sex》時，希望以之傳達「性應能理性地探究」的信念:vii，並會在科學未能解決的問題上直接表示「不肯定」:viii。他本人表示由於他已不再從事教職，所以能在著作中不忌諱地探討強姦和戀童，不過仍不想它以「強姦」作收結，所以安排最後一章以愛為主題。

## 內容
作者勒維在著作中探討了人类的性的不同層面，像是愛、性興奮、色情物品。他在著作中解釋了人們發生性行為及受某對象吸引的原因、戀童及同性戀等性興趣的形成原因、有性生殖出現的原因、意識與性興奮的關係。他在講述性吸引時提道了一項研究結果：異性戀男性在飢餓時相對較認為身體質量指數較高的女性擁有性吸引力；在講述特殊性行為時，他表示由於女性較不會表露出自己對這類行為有興趣，所以較欠證據支持「女性對此類行為不那麼有興趣」的說法；著作中有關性取向的章節回顧了各項科學證據，指同性戀的形成得到較多生物學上的證據支持。同時亦指由於戀童的成因受生物因子影響，所以人們最好不要期望戀童者「改變」他們不能選擇的偏好，但應支持那些不會去犯罪的戀童者。

## 評價
《出版者周刊》指作者在戀童那一部分的寫法「會引起部分人的怒火」，但讚揚其整體客觀，能夠謹慎地面對研究的「不確定性」。萊斯布里奇大學的让-巴蒂斯特·莱卡（Jean-Baptiste Leca）表示作者在著作中探討的議題與尼古拉斯·廷贝亨提出的重要研究問題（因果、成長、機制、演化）相符，並認為他寫得淺白，值得「推薦」給「大學生、教職員、專業人士」閱讀。《Choice》雜誌的編輯把它選為「2023年11月社区学院的75大資源」之一。

## 外部連結
- 作者西滿·勒維提供的第一章試閱版 （页面存档备份，存于）